# Французька церква Фрідріхштадту
Французька церква Фрідріхштадту (нім. Französische Friedrichstadtkirche, скорочена назва Французький собор) — французька реформатська церква історичного району Берліна — Фрідріхштадт в районі Мітте на берлінській площі Жандармський ринок навпроти Німецького собору. Французький собор (нім. Französischer Dom) — є однією з головних визначних пам'яток Берліна. Церкву називають собором, хоча тут ніколи не перебувала єпископська кафедра.

## Історія

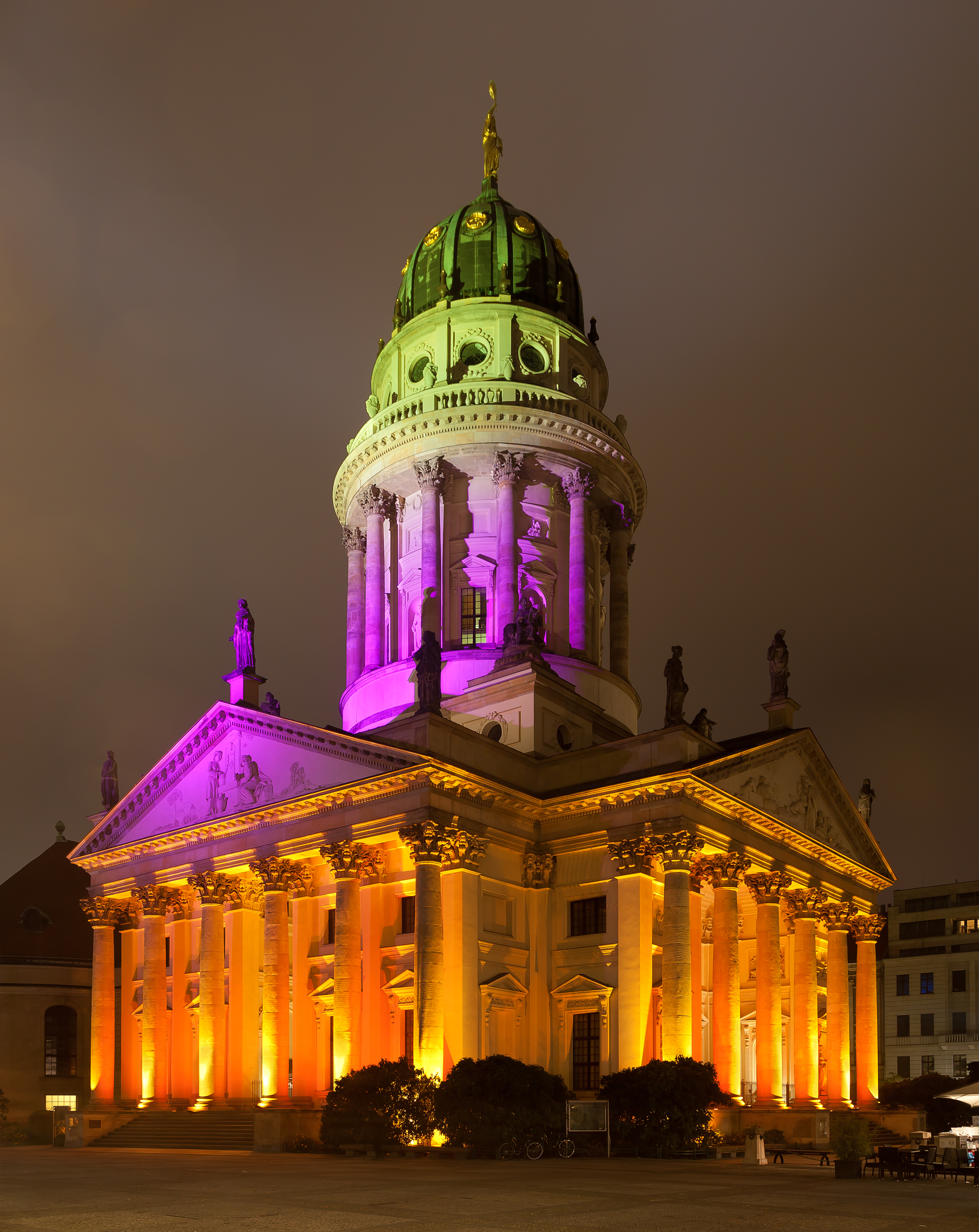
Французька церква під час «Фестивалю світла»

У 1685 році після скасування Нантського едикту багато гугенотів (французьких кальвіністів) втекло з Франції до Берліна. Принц Фрідріх Вільгельм закликав біженців, щоб оселялися тут, тому що більшість з них були кваліфікованими робітниками, корисними для королівства. На початку XVIII століття французькі гугеноти становили чверть населення Берліна. У 1701 році вони почали будівництво власної церкви, яка була завершена в 1705 році. Будівництвом керували Луї Ґайяр і Аврам Кесней, за зразок було взято зруйновану гугенотську церкву в Шарантон-ле-Пон. Орган був встановлений у 1753 році.

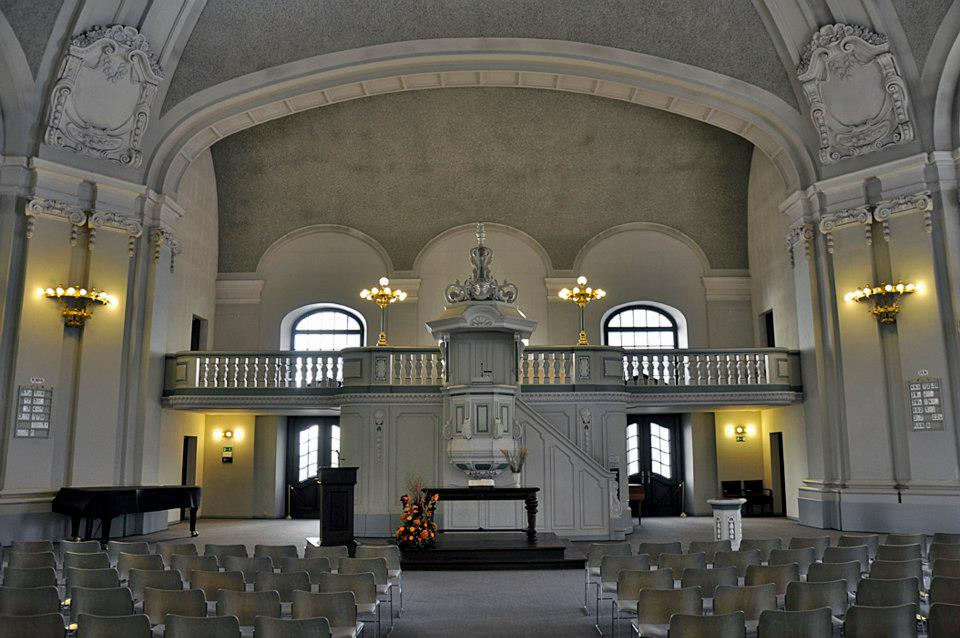
Інтер'єр французької церкви. 2011

У березні 1905 року класичний інтер'єр був оновлений у дещо декоративнішому стилі, але дотримуючись вимог кальвіністського аніконізму. Нині кальвіністська спільнота є частиною євангельської церкви Берліна — Бранденбурга — сілезької Верхньої Лужиці.
Між 1780 і 1785 роками, будівля була увінчана монументальним куполом, коли здійснювалися роботи з благоустрою Жандармського ринку під керівництвом Карла фон Гонтарда. Такий самий купол прикрасив і симетричний Німецький собор Берліна (Deutscher Dom). Хоч церква не є собором у строгому сенсі цього слова, тому що вона ніколи не була резиденцією єпископства, але її будівлю за величаві пропорції часто називають Французьким собором (Französischer Dom).

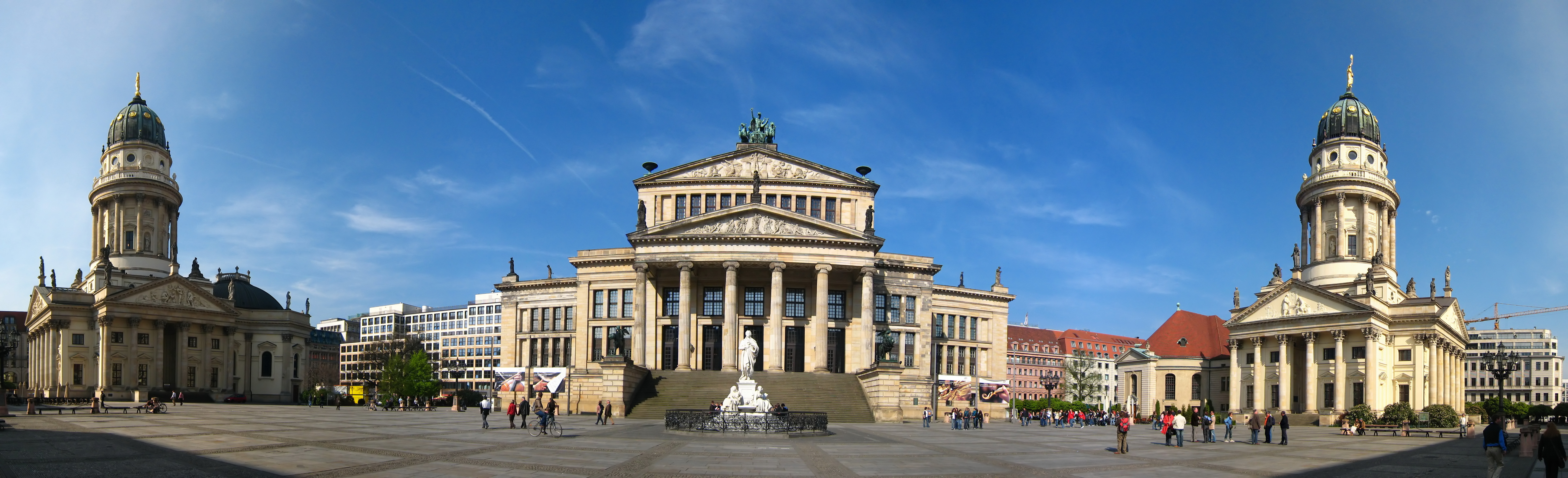
Жандармський ринок. Справа Французький собор. 2008

Будинки на площі були сильно пошкоджені під час Другої світової війни. У 1977—1981 роках їх реставрували. Вежа з куполом відкрита для відвідувачів, звідки можна побачити панораму Берліна. У вежі також розміщений Музей гугенотів у Берліні. У пивниці, під молитовним залом, знаходиться ресторан.